# Kōji Gushiken
Kōji Gushiken (jap. 具志堅 幸司, Gushiken Kōji; * 12. November 1956 in der Präfektur Osaka) ist ein ehemaliger japanischer Turner und zweifacher Olympiasieger.
Er nahm an den Olympischen Sommerspielen 1984 in Los Angeles teil und konnte insgesamt fünf Medaillen gewinnen. Er siegte im Einzelmehrkampf und an den Ringen und gewann die Silbermedaille im Pferdsprung. Im Reck und im Mannschaftsmehrkampf holte er Bronze.
Bei Turn-Weltmeisterschaften konnte er insgesamt neun Medaillen holen. 1981 wurde er in Moskau Weltmeister auf dem Barren.
1985 brach er sein Sprunggelenk und konnte drei Monate lang nicht trainieren. Dies verhinderte seinen Auftritt an den Turn-Weltmeisterschaften 1985. Nach dem Chunichi Cup 1985 gab er seinen Rücktritt bekannt.